# Neoscopèlids

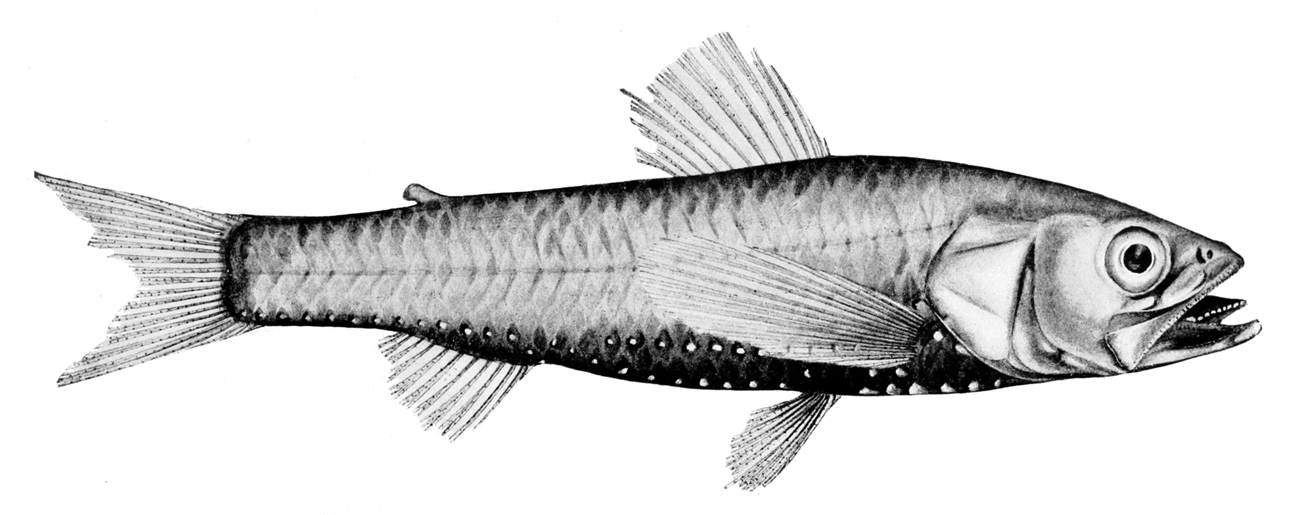
Neoscopelus macrolepidotus (il·lustració del 1911)

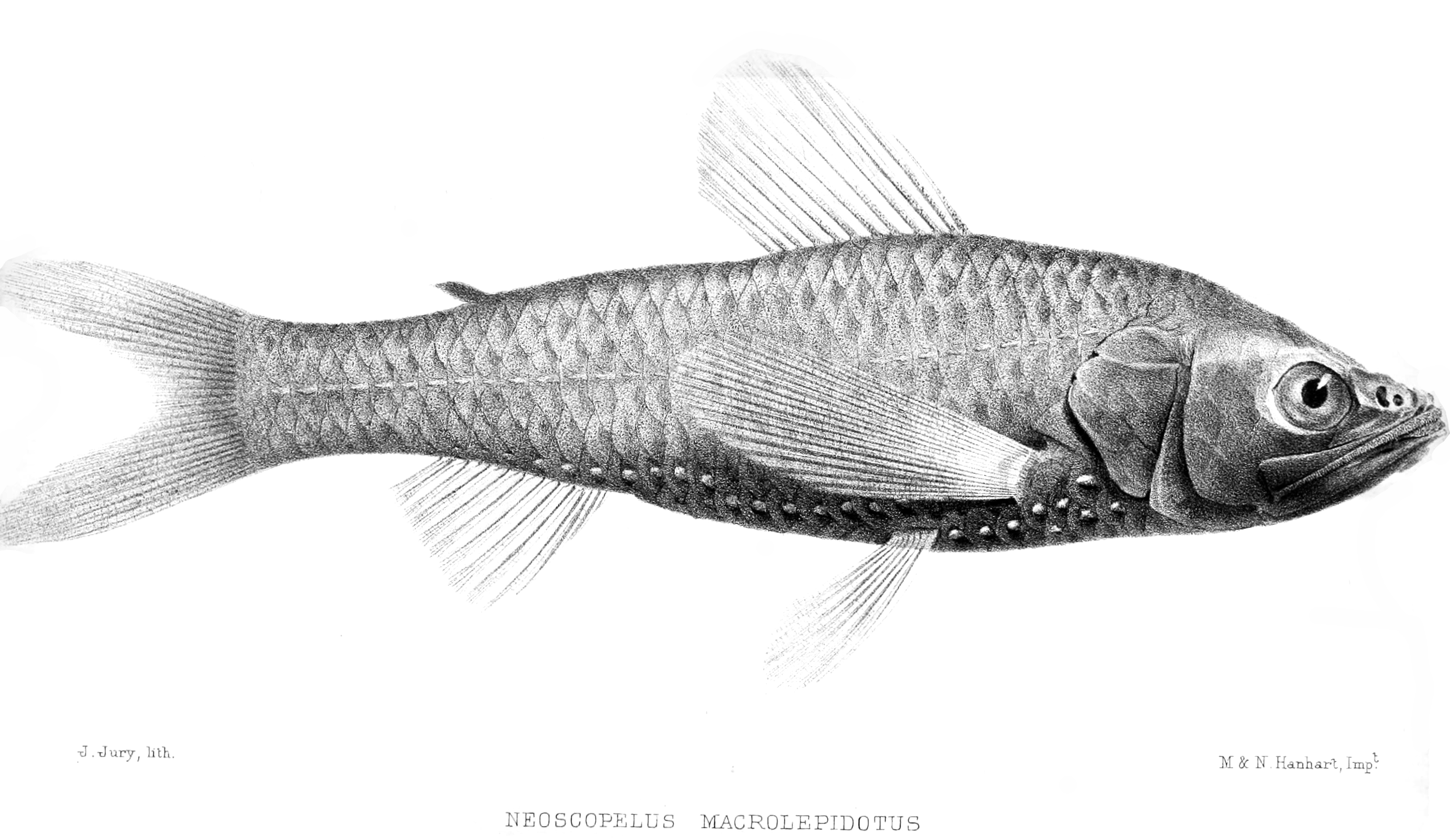
Neoscopelus macrolepidotus (il·lustració del 1863

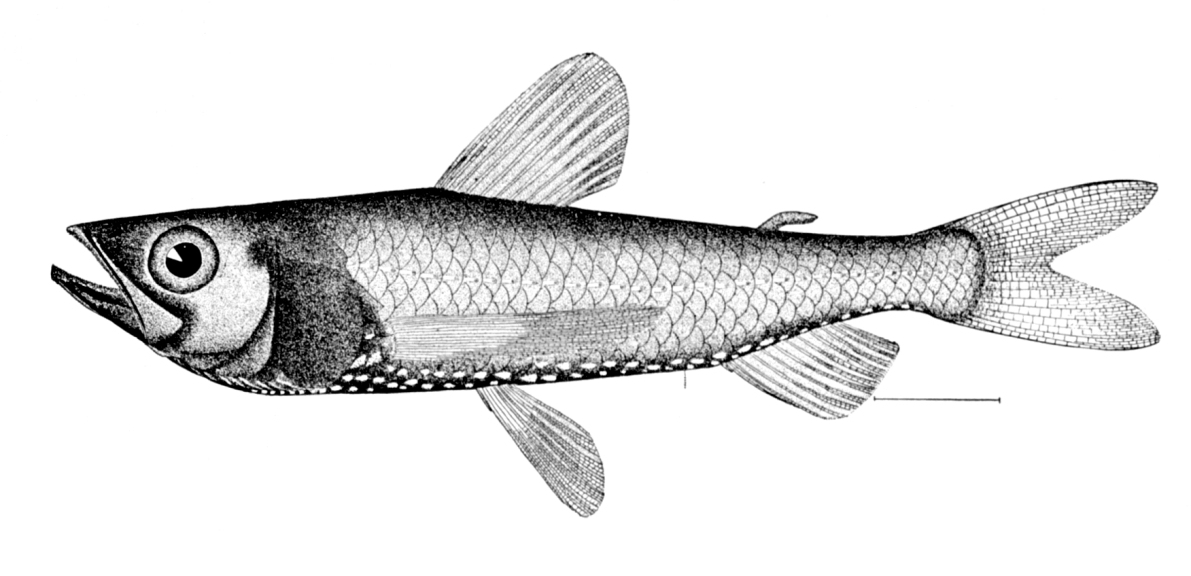
Neoscopelus macrolepidotus

Els neoscopèlids (Neoscopelidae) constitueixen una família de peixos marins pertanyent a l'ordre dels mictofiformes.

## Etimologia
Del grec neos (nou) + skopelos (el nom d'un peix esmentat per Cuvier, encara que també vol dir escull o roca).

## Descripció
- Són peixos petits o de mida moderada (de 20 a 30 cm de longitud màxima).
- Cap i cos comprimits.
- Ulls petits o grossos segons les espècies.
- Boca terminal.
- Les mandíbules s'estenen fins o més enllà del marge posterior de l'ull.
- Dents petites.
- L'origen de l'aleta dorsal es troba per sobre de l'aleta pelviana.
- L'origen de l'aleta anal es troba en una posició molt posterior a l'aleta dorsal.
- Aletes pectorals ben desenvolupades (arriben a prop de l'anus).
- Presència d'una aleta dorsal adiposa.
- Absència d'òrgans lluminosos al cap.
- Algunes espècies presenten fotòfors.
- Escates cicloides (només el gènere Solivomer té escates ctenoides).
- Presència de bufeta natatòria a tots els gèneres llevat de Scopelengys.
- Nombre de vèrtebres: 29-35.[3][4][5]

## Hàbitat i distribució geogràfica
Són peixos bentopelàgics o batipelàgics (no fan migracions verticals) que es troben a alta mar o als talussos continentals i illencs de tots els oceans i mars tropicals i subtropicals, incloent-hi l'Atlàntic, l'Índic i el Pacífic.

## Gèneres
- Neoscopelus (Johnson, 1863)[12]
  - Neoscopelus macrolepidotus (Johnson, 1863)[13]
  - Neoscopelus microchir (Matsubara, 1943)[14]
  - Neoscopelus porosus (Arai, 1969)[15]
- Scopelengys (Alcock, 1890)[16]
  - Scopelengys clarkei (Butler & Ahlstrom, 1976)[17]
  - Scopelengys tristis (Alcock, 1890)[18]
- Solivomer (Miller, 1947)[19]
  - Solivomer arenidens (Miller, 1947)[20][21][22][23][24][25][26]

## Ús comercial
No forma part del comerç de peixos d'aquari.